# Dobrowelytschkiwka
Dobrowelytschkiwka (ukrainisch Добровеличківка; russisch Добровеличковка Dobrowelitschkowka) ist eine Siedlung städtischen Typs in der Ukraine in der Nähe des geographischen Mittelpunktes des Landes. 

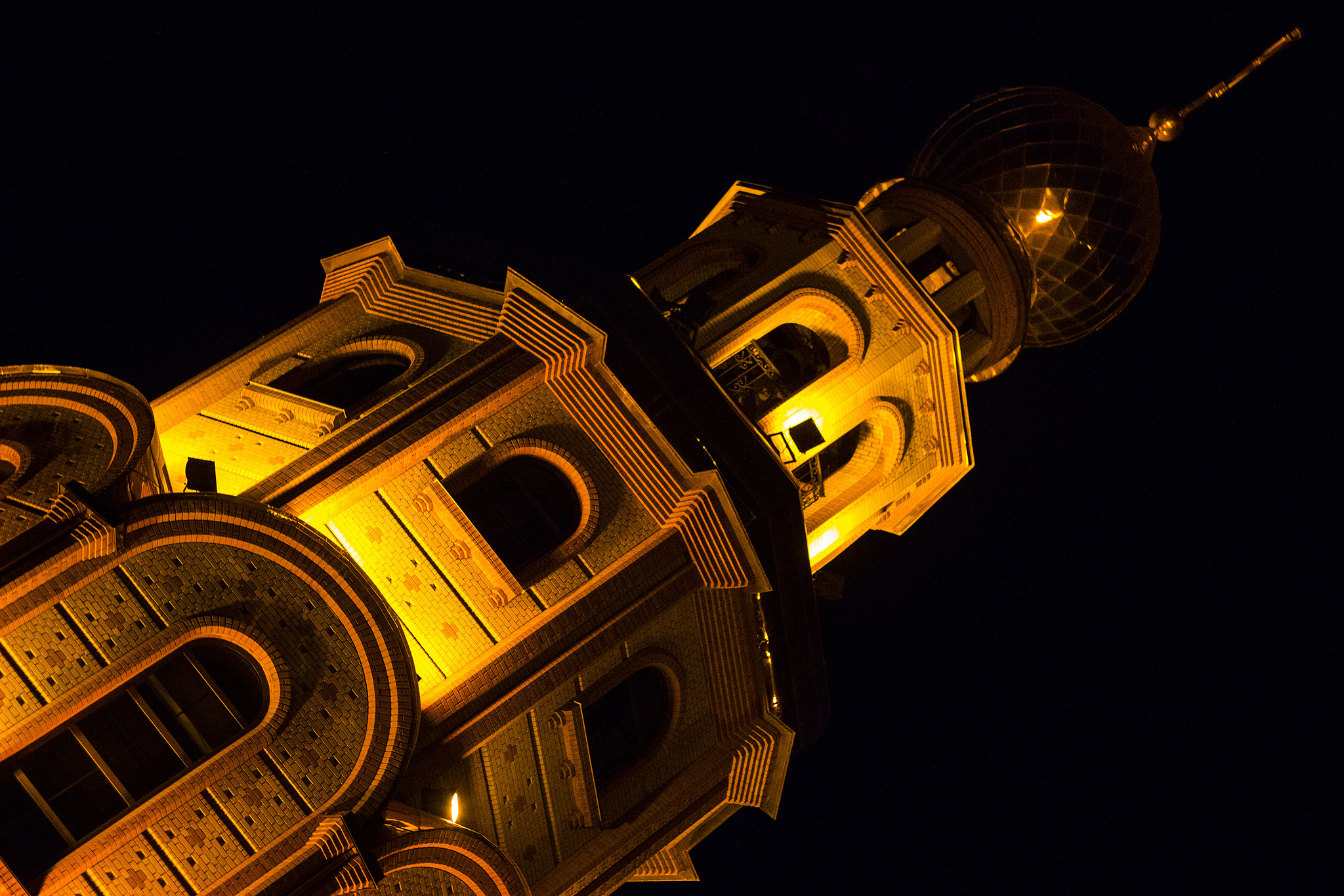
Kirche im Ort

Dobrowelytschkiwka war bis Juli 2020 das Rajonzentrum des gleichnamigen Rajons Dobrowelytschkiwka in der Oblast Kirowohrad. Die Bevölkerungszahl beträgt 6.976 Einwohner (Stand: 19. November 2006). Die Bevölkerung hat stark abgenommen: 1975 waren es noch 11.300 Einwohner, 1990 noch 8.700.

## Geschichte
Der Siedlung wurde in der zweiten Hälfte des 18. Jahrhunderts gegründet. Der Gründer und Namensgeber von Dobrowelytschkiwka war Jaroslaw Welytschkiwskyj, ein reicher Fürst, dessen Abstammung auf einflussreiche Kosaken zurückging. Das Fürstentum übernahm die Familie Rewutskyj; als Folge wurde im Jahre 1822 der Ortsname auf Rewutsk geändert. Seit 1883 heißt der Ort wieder Dobrowelytschkiwka. Am 23. September 1935 wurde Dobrowelytschkiwka administrativ dem Rajon Tyschkiwka zugeordnet, und seit dem 7. Juni 1957 ist Dobrowelytschkiwka selbst ein administrativ-territoriales Zentrum des Rajons mit 43.300 Einwohnern.
So wie die gesamte Zentralukraine, war auch Dobrowelytschkiwka vom Massensterben durch den Holodomor in den Jahren von 1931 bis 1933 betroffen. Die genaue Zahl der Opfer lässt sich kaum berechnen.

## Geographie
Dobrowelytschkiwka liegt nahe dem geographischen Mittelpunkt der Ukraine. Als genauer Mittelpunkt gilt ein Punkt etwa 700 Meter nordwestlich der Ortsgrenze, der mit einem Denkmal gekennzeichnet ist. 
Die Siedlung liegt auf der südwestlichen Seite des Dneprhochlands auf einer Höhe von 171 m über dem Meeresspiegel. 44 Kilometer nördlich verläuft der Fluss Synjucha, 72 Kilometer südlich verläuft der Fluss Tschornyj Taschlyk. 
In nördlicher Richtung, entlang der Hauptmagistrale, liegen die Ortschaften Lypnjaschka und Tyschkiwka. In südlicher Richtung liegt die Siedlung Pischanyj Brid (Піщаний Брід). Die nächste Eisenbahnverbindung befindet sich 24 Kilometer südlich in Pomitschna.

## Verwaltungsgliederung
Am 12. Juni 2020 wurde die Siedlung zum Zentrum der neugegründeten Siedlungsgemeinde Dobrowelytschkiwka (Добровеличківська селищна громада/Dobrowelytschkiwska selyschtschna hromada). Zu dieser zählen die 30 in der untenstehenden Tabelle aufgelisteten Dörfer, bis dahin bildete sie zusammen mit den Dörfern Marjiwka und Warwaro-Oleksandriwka die gleichnamige Siedlungsratsgemeinde Dobrowelytschkiwka (Добровеличківська селищна рада/Dobrowelytschkiwska selyschtschna rada) im Zentrum des Rajons Nowomyrhorod.
Am 17. Juli 2020 kam es im Zuge einer großen Rajonsreform zum Anschluss des Rajonsgebietes an den Rajon Nowoukrajinka.
Folgende Orte sind neben dem Hauptort Dobrowelytschkiwka Teil der Gemeinde:
| Name                     | Name                  | Name                                          |
| ukrainisch transkribiert | ukrainisch            | russisch                                      |
| ------------------------ | --------------------- | --------------------------------------------- |
| Anatoliwka               | Анатолівка            | Анатольевка (Anatoljewka)                     |
| Bohodariwka              | Богодарівка           | Богодаровка (Bogodarowka)                     |
| Bratoljubiwka            | Братолюбівка          | Братолюбовка (Bratoljubowka)                  |
| Dobrotymofijiwka         | Добротимофіївка       | Добротимофеевка (Dobrotimofejewka)            |
| Druscheljubiwka          | Дружелюбівка          | Дружелюбовка (Druscheljubowka)                |
| Hnatiwka                 | Гнатівка              | Гнатовка (Gnatowka)                           |
| Jurjiwka                 | Юр’ївка               | Юрьевка (Jurjewka)                            |
| Karbiwka                 | Карбівка              | Карбовка (Karbowka)                           |
| Lypnjaschka              | Липняжка              | Липняжка (Lipnjaschka)                        |
| Marjiwka                 | Мар’ївка              | Марьевка (Marjewka)                           |
| Markowe                  | Маркове               | Марково (Markowo)                             |
| Mychajliwka              | Михайлівка            | Михайловка (Michailowka)                      |
| Nowodobrjanka            | Новодобрянка          | Новодобрянка                                  |
| Nowolutkiwka             | Новолутківка          | Новолутковка (Nowolutkowka)                   |
| Nowomykolajiwka          | Новомиколаївка        | Новониколаевка (Nowonikolajewka)              |
| Nowoodessa               | Новоодеса             | Новоодесса                                    |
| Nowostankuwata           | Новостанкувата        | Новостанковатая (Nowostankowataja)            |
| Nowowiktoriwka           | Нововікторівка        | Нововикторовка (Nowowiktorowka)               |
| Oleksandriwka            | Олександрівка         | Александровка (Aleksandrowka)                 |
| Oleksandro-Akazatowe     | Олександро-Акацатове  | Александро-Акацатово (Aleksandro-Akazatowo)   |
| Oleksandro-Sawadske      | Олександро-Завадське  | Александро-Завадское (Aleksandro-Sawadskoje)  |
| Schewtschenka            | Шевченка              | Шевченко (Schewtschenko)                      |
| Skopijiwka               | Скопіївка             | Скопиевка (Skopijewka)                        |
| Ternowe                  | Тернове               | Терновое (Ternowoje)                          |
| Trojany                  | Трояни                | Трояны                                        |
| Warwaro-Oleksandriwka    | Варваро-Олександрівка | Варваро-Александровка (Warwaro-Aleksandrowka) |
| Wassyliwka               | Василівка             | Василевка (Wassilewka)                        |
| Wodjane                  | Водяне                | Водяное (Wodjanoje)                           |
| Wolodymyriwka            | Володимирівка         | Владимировка (Wladimirowka)                   |
| Worobjiwka               | Вороб’ївка            | Воробьёвка (Worobjowka)                       |

## Klima
Da Dobrowelytschkiwka in der Waldsteppenzone liegt, gibt es dort gemäßigte Niederschläge. Es gibt insgesamt 7 humide und 4 aride Monate im Jahr. Mindestens ein Monat im Jahr ist ein Wechselmonat. Der durchschnittliche Niederschlagsmenge im Jahr beträgt 550 mm. Der Luftdruck ist vergleichbar konstant und bleibt im Schnitt bei 1017 hPa. Der Wind kommt im Winter überwiegend aus dem Süden, im Sommer überwiegend aus Nordwesten. Die Sommertemperatur beträgt im Schnitt +21 °C, im Winter liegt sie bei −5 °C.    
Die Böden der Region sind überwiegend die Podsol-Böden; die obere Schicht ist stark der Erosion ausgesetzt.

## Wirtschaft
Bis zu 90 % der Wirtschaftsleistung von Dobrowelytschkiwka macht die Landwirtschaft aus. Der Rest wird von Dienstleistungen, Textil- und Bauindustrie erwirtschaftet. 
Die Landwirtschaft konzentriert sich neben der Schweinezucht überwiegend auf den Anbau von Sonnenblumen und Weizen.